# STS (rete televisiva)
STS (in russo СТС, sigla di Сеть Телевизионных Станций ovvero "Rete delle Stazioni Televisive") è un'emittente televisiva russa leader nel settore intrattenimento.
Questo canale appartiene alla holding СТС Медиа (in italiano "STS Media"), proprietà della compagnia televisiva svedese "Modern Times Group" (MTG). Direttore generale di STS, a partire dal 15 maggio del 2002 fino al 24 giugno 2008, era Oleksandr Rodnjans'kyj, regista e produttore ucraino, fondatore anche del canale ucraino "1+1".
Il canale ha iniziato le trasmissioni nel 1993 con il nome di AMTV, dal 1º dicembre 1996 ha preso il suo nome attuale: STS-8. Nella programmazione del canale c'è una vasta scelta di film, serie tv, cartoni animati e show. STS trasmette 24 ore su 24 ed è al quarto posto a livello di ascolti con uno share del 9,0% e copre il 95,2% della popolazione russa.

## Storia
Il 1º gennaio 1993 nacque AMTV, una rete televisiva trasmittente su varie televisioni provate. La sua programmazione era costituita da programmi culturali, film e documentari.
Nel 1996, a causa della crisi del canale che aveva provocato l'uscita di molti azionisti dalla società che lo possedeva, la rete venne rilanciata. Venne rinominata come STS-8 e la sua programmazione venne riempita di programmi d'intrattenimento, film e serie televisive.
Il 21 dicembre 2009 ha inizio la trasmissione della versione internazionale del canale televisivo: "STS International". Il segnale raggiunge il 96% dei centri urbani russi e nel 2017 ha ottenuto un screen share del 9,2% in media nei dati demografici. Dal 1 febbraio 2019, STS è passata al formato di trasmissione 16:9. Sempre in quell'anno, Novembre 2019, la versione HD del canale TV ha iniziato a trasmettere.
Oggi STS è una rete di intrattenimento leader in Russia. Concentrandosi sull'intrattenimento, STS trasmette un mix tra produzioni russe e programmi internazionali di interesse per il suo pubblico di destinazione, i telespettatori di età compresa tra 10 e 45 anni, soprattutto il pubblico più giovane. Circa 100 milioni di persone sono alla portata del segnale di STS. Nel 2019, STS ha raggiunto una quota di pubblico media nel suo target demografico del 9,45%. Si classifica come la sesta emittente televisiva nazionale più seguita in Russia nel complesso. La rete STS raggiunge circa il 96% delle famiglie urbane.

## Programmi
Conoscitivi
- Galileo
- Il più intelligente
- Chi è più intelligente di uno della quinta elementare
- Le storie nei dettagli
- Cinema nei dettagli

Umoristici
- Begli scherzi
- Grazie a Dio, sei arrivato
- 6 fotogrammi
- Dai ai giovani!
- Gnocchi degli Urali

## Serie TV

### Estere
- Doctor Who
- Cuori solitari
- Beverly Hills 90210
- Smallville
- Cavalieri delle strade
- Team Knight Rider
- Streghe
- Heroes
- In viaggio nel tempo
- I viaggiatori
- Buck Rogers nel 25º secolo
- Sabrina, vita da strega
- Baby Sitter

### Nazionali
- Povera Nastya
- Non nascere bella (edizione russa della telenovela colombiana Betty la fea)
- La mia tata favolosa
- Chi è il padrone della casa?
- Cadetto
- Figlie di papà
- Ranetki
- Voroniny
- Scuola chiusa
- Cucina
- Giovani
- Ivanov-Ivanov

## Film
- Il Sole
- Il caldo
- Piter FM
- 1814 (film 2007)
- Kuchnja v Pariže
- Lёd
- Invasion (film 2020)
- Lёd 2
- Sputnik (film)
- Kto-nibud' videl moju devčonku?

## Conduttori
- Fëdor Bondarčuk
- Aleksandr Pushnoj
- Tat'jana Lazareva
- Myhayl Shac
- Tyna Kandelaky
- Natasha Yonova

## Cartoni animati
- Picchiarello
- Tom & Jerry
- Scooby Doo
- The Real Ghostbusters
- UmaNetto
- Teletoon Advance
- I Mondo di Piwi
- W.I.T.C.H.
- Oban Star-Racers
- Smeshariki
- TaleSpin
- DuckTales
- Cip & Ciop agenti speciali
- Darkwing Duck
- Bonkers - Gatto combinaguai
- Aladdin
- Code Lyoko
- Winx Club
- Spider-Man: The Animated Series
- Pokémon
- Sonic X
- Avengers Assemble
- Masha e Orso
- Kid-E-Cats - Dolci gattini